# 裂叶罗汉果
裂叶罗汉果（学名：Siraitia borneensis var. lobophylla）是葫芦科罗汉果属无鳞罗汉果的变种，是中国的特有植物。分布于中国大陆的云南等地，生长于海拔1,050米的地区，一般生于河谷，目前尚未由人工引种栽培。

## 异名
- Siraitia borneensis (Merr.) C. Jeffrey ex A. M. Lu et Z. Y. Zhang var. yunnanensis A. M. Lu et Z. Y. Zhang